# كريستينه كراوزه
كريستين كراوز (بالألمانية: Christiane Krause)‏ هي منافسة ألعاب القوى ألمانية، ولدت في 14 ديسمبر 1950 في برلين في ألمانيا.

## وصلات خارجية
- كريستينه كراوزه على موقع الاتحاد الدولي لألعاب القوى (الإنجليزية)
- كريستينه كراوزه على موقع أوليمبيديا (الإنجليزية)